# Hautio
Hautio (Haotio) ist eine osttimoresische Aldeia im Suco Mulo (Verwaltungsamt Hatu-Builico, Gemeinde Ainaro). 2015 lebten in der Aldeia 398 Menschen.

## Geographie und Einrichtungen
Die Aldeia Hautio liegt im Südosten von Mulo. Westlich befindet sich die Aldeia Tatiri, nordwestlich die Aldeia Mano-Mera und nordöstlich die Aldeia Aituto. Im Süden grenzt Hautio an den Suco Mauchiga und im Südosten an den zum Verwaltungsamt Maubisse gehörenden Suco Aituto. Die Grenze zu den Nachbarsucos bildet der Fluss Belulik.
Durch den Norden von Hautio führt die Überlandstraße von Ainaro nach Dili. An ihr liegt an der Nordgrenze der Aldeia das Ortszentrum von Hautio. Hier befinden sich der Sitz des Sucos und der Markt von Aituto Rina. Bereits in der Nachbar-Aldeia Aituto, wohin sich der Ort ausdehnt, steht das kommunale, medizinische Zentrum von Hautio (CHC Hauto). Zahlreiche einzelne Häuser liegen in der Aldeia Hautio verstreut zwischen der Straße und dem Belulik.

Heiliges Haus von Fad Locar, Aldeia Hautio
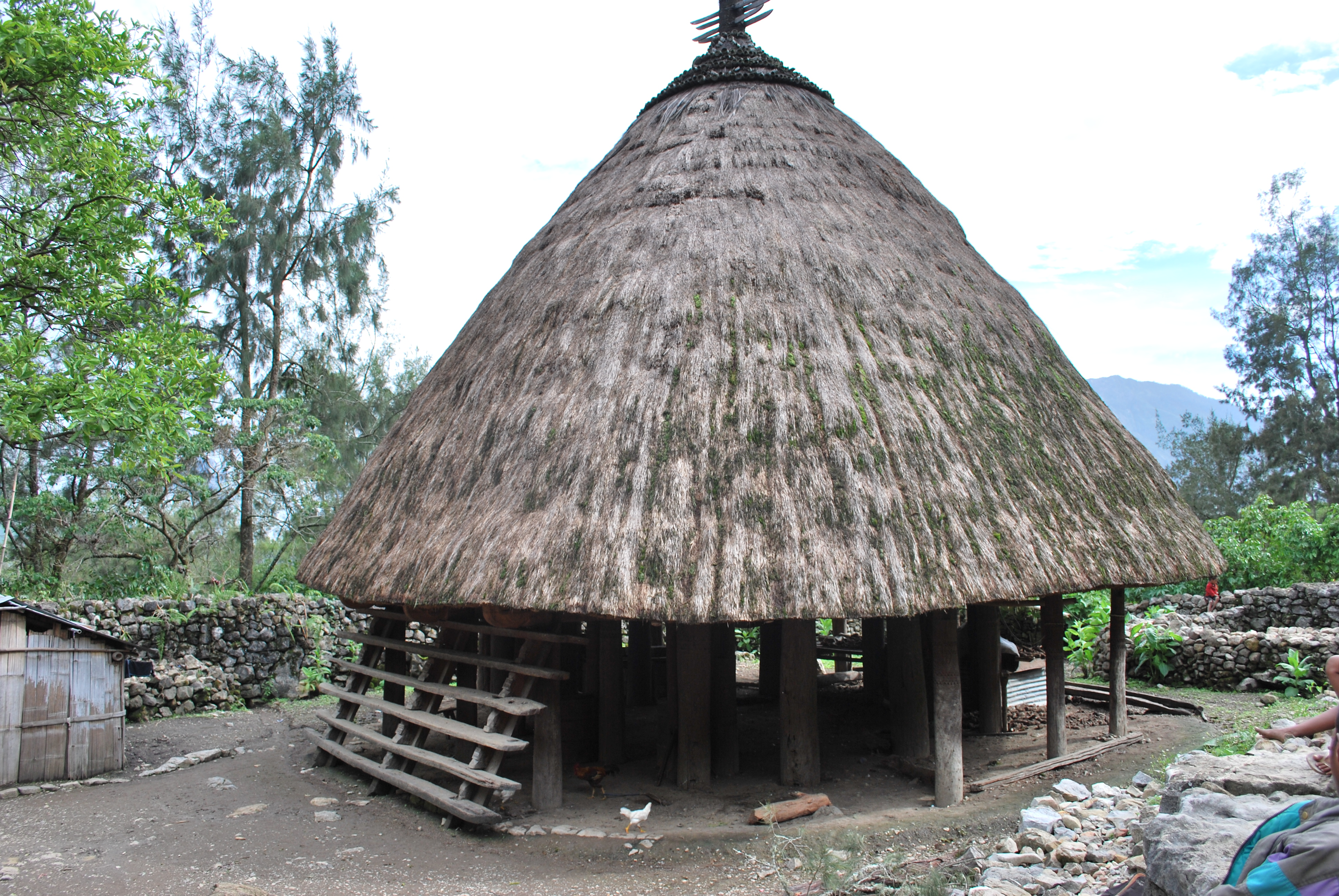
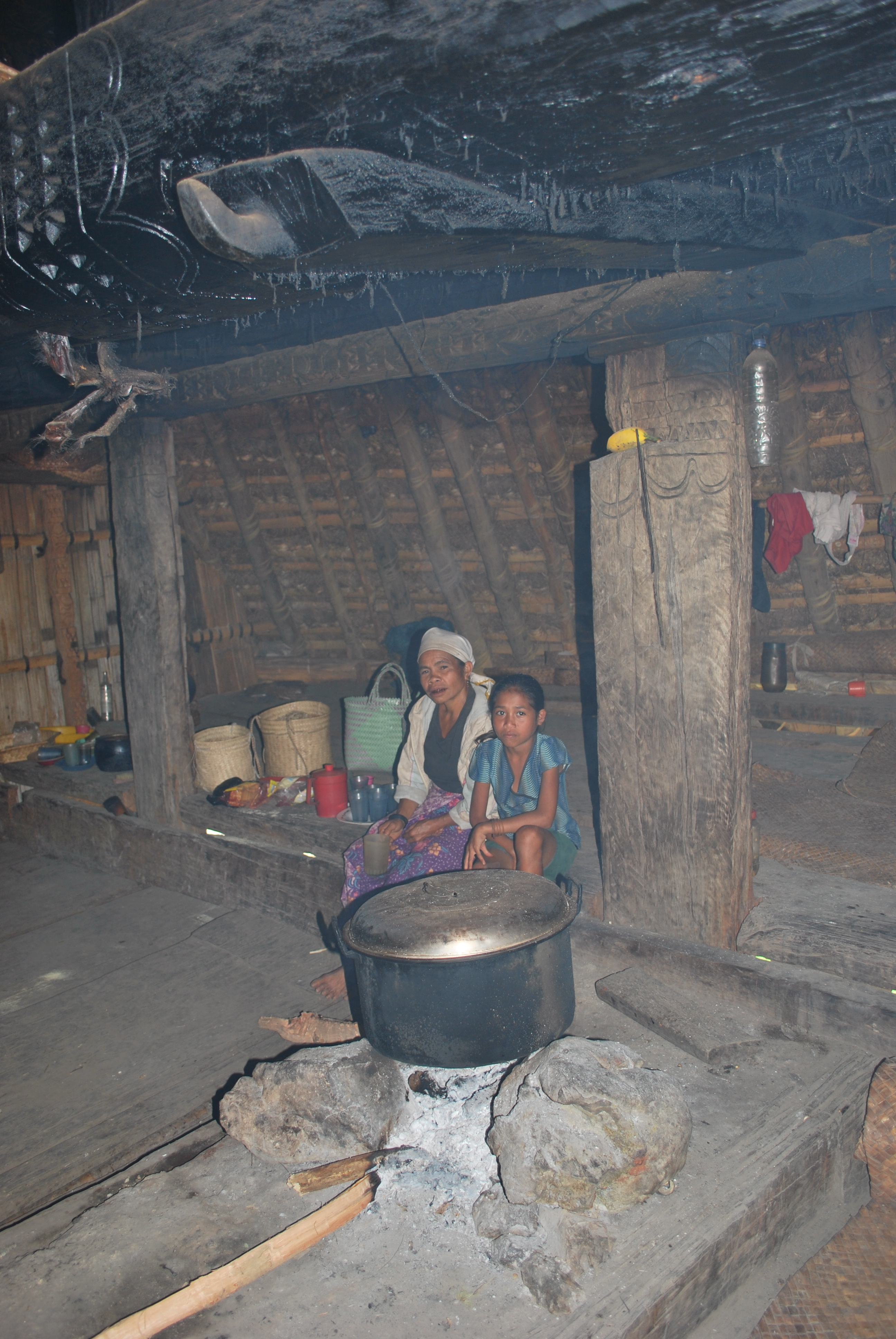
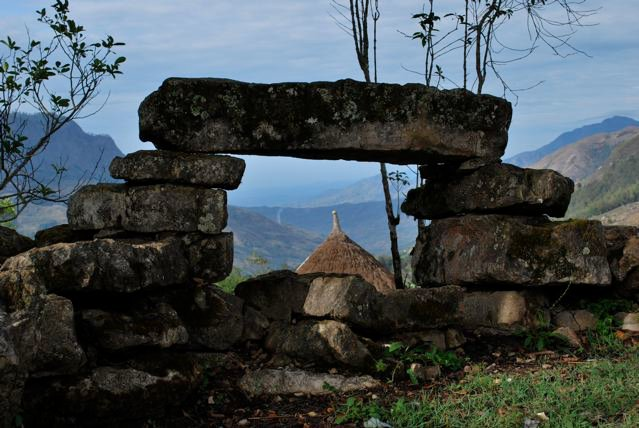
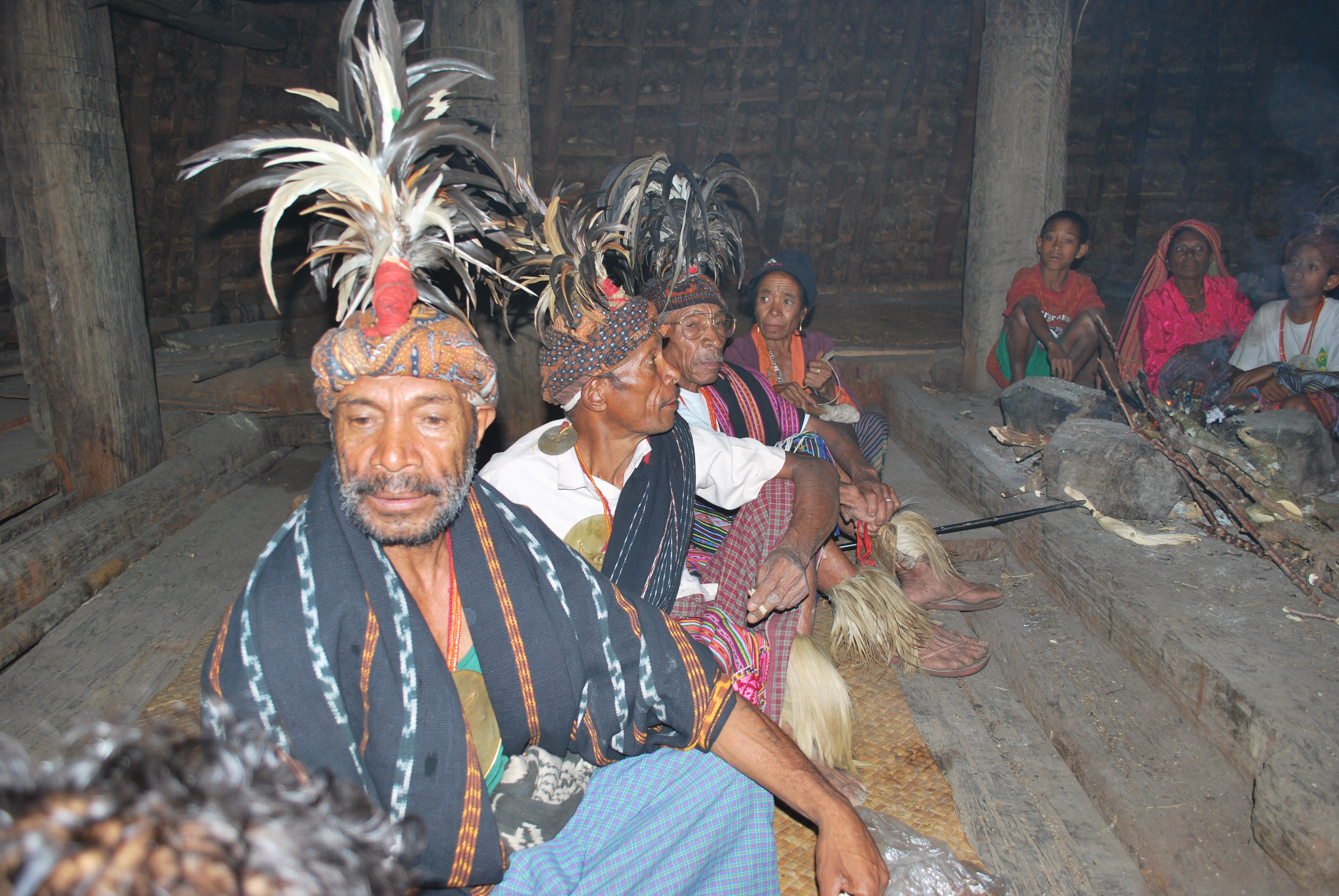
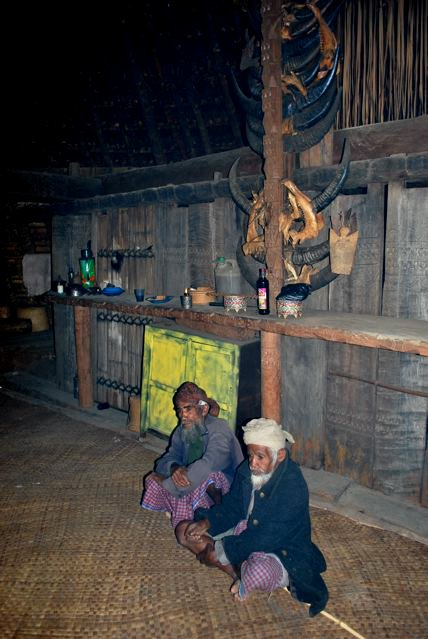
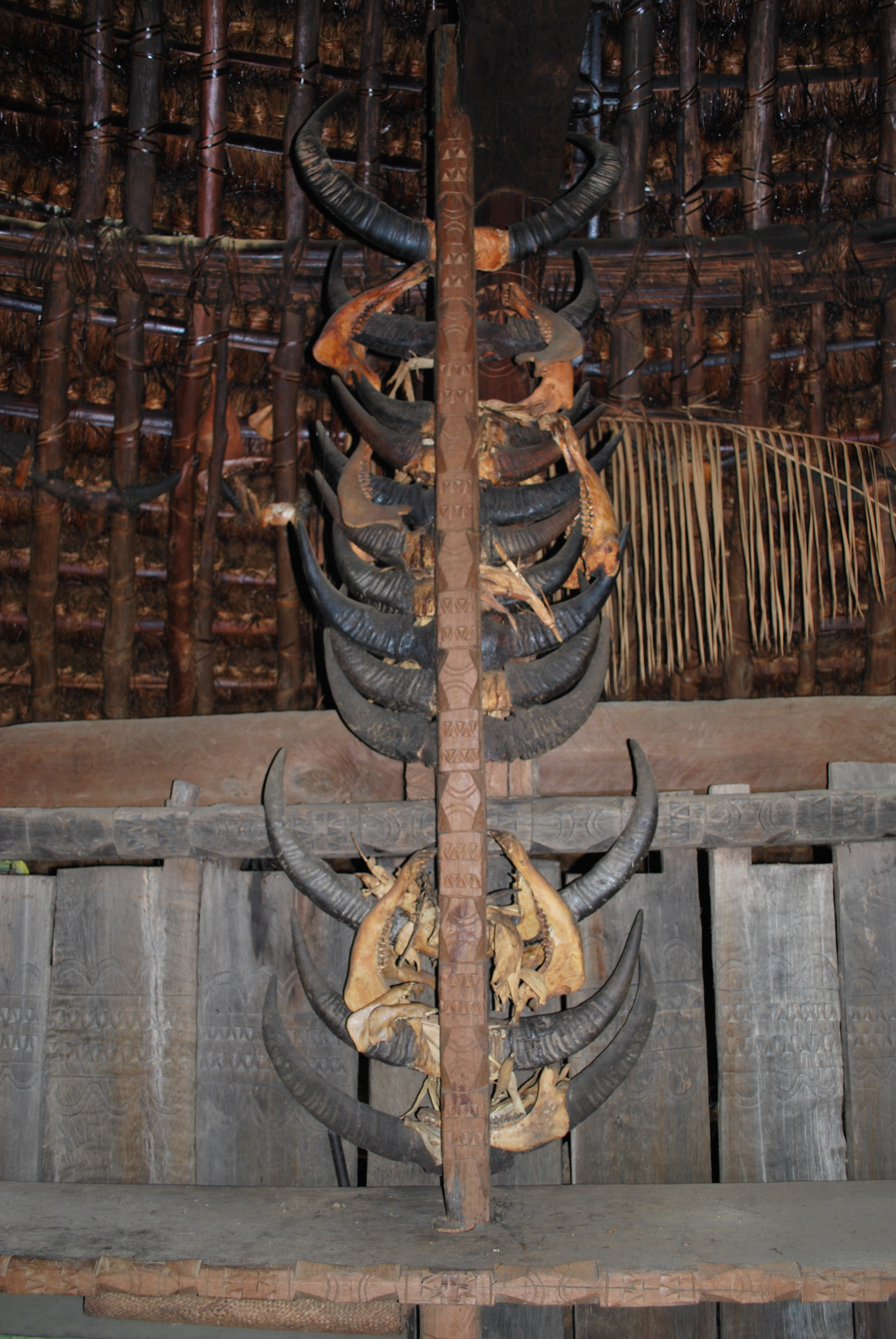
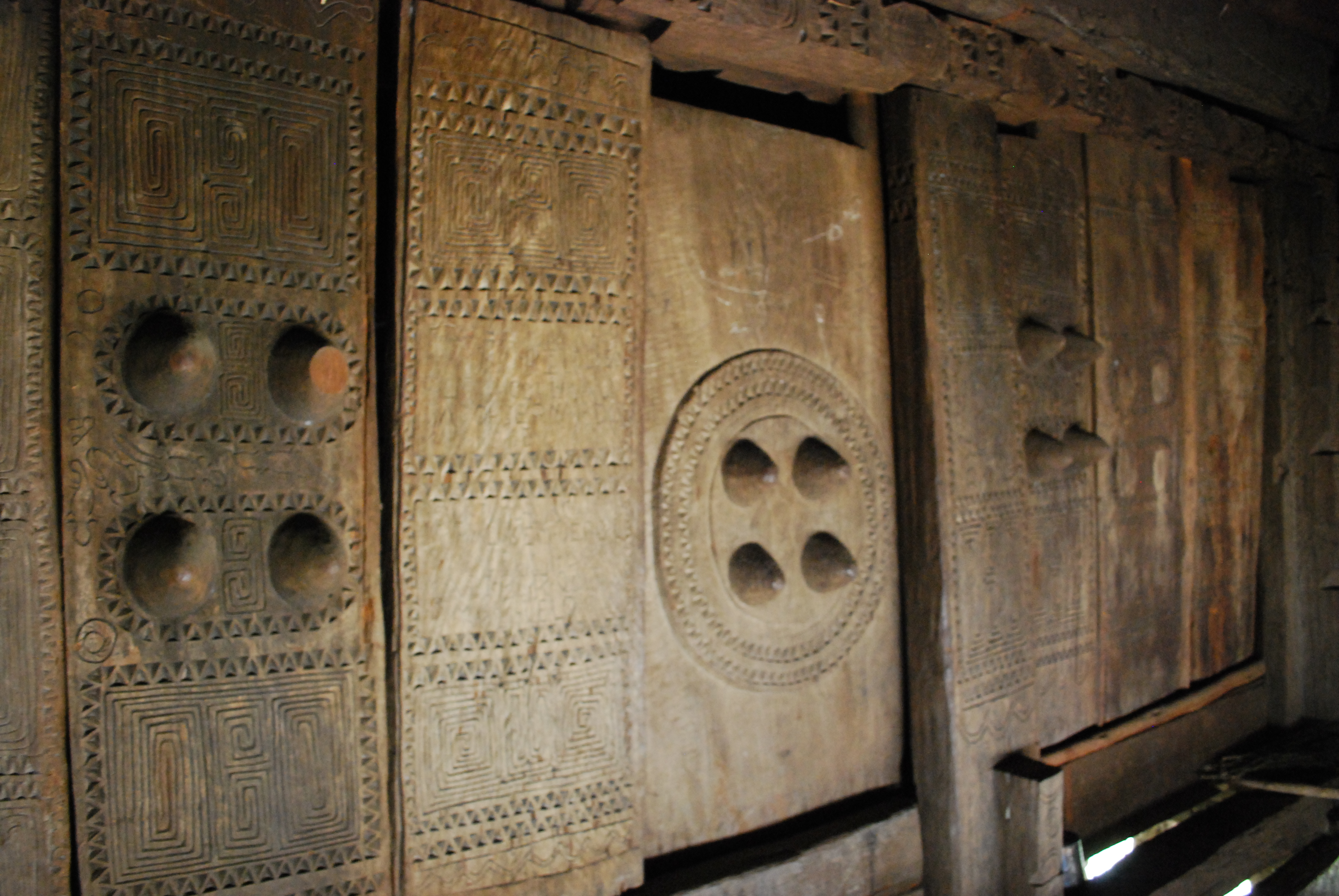